# Военный кубок Лондона
Военный кубок Лондона (англ. London War Cup) — соревнование, проводившееся с целью заполнить освободившееся время, появившееся в результате отмены Кубка Англии. Это было одно из нескольких соревнований, проводившехся с целью проведения футбольных матчей для развлечения местной публики, в то время как официальные соревнования были отменены. Наравне также проходил розыгрыш Военного кубка Футбольной лиги и Северный кубок Футбольной лиги. Хотя соревнование и носило название Военного кубка Лондона, в нём приняли участие команды со всего юга Англии.

## История
К концу 1930-х годов проведение соревнования становится неизбежным, из-за начала Второй мировой войны с Германией. 1 сентября 1939 года происходит вторжение Германии в Польшу и Невилл Чемберлен объявляет войну нацистской Германии.
Вскоре после объявления войны, большинство соревнований были отменены, так как внимание страны было обращено к военным действиям. Более 780 игроков ушли воевать, и в результате многие лучшие команды Англии были истощены — например, из «Ливерпуля» ушли на войну 76 игроков, из «Вулверхэмптон Уондерерс» — 91, а «Хаддерсфилд Таун», «Лестер Сити» и «Чарльтон Атлетик» покинули более 60 игроков. Из-за этого многие команды направили отзывы игроков, из розыгрыша экстрапредварительного раунда Кубка Англии, в результате чего кубок отменили.

## Победители
| Сезон   | Победитель | Финалист  |
| ------- | ---------- | --------- |
| 1940/41 | Рединг     | Брентфорд |
| 1941/42 | Брентфорд  | Портсмут  |